# دوسن كريك
داوسون كريك (بالإنجليزية: Dawson Creek)‏ هي مدينة كندية تقع في مقاطعة كولومبيا البريطانية. تبلغ مساحة هذه المدينة 22.3237 (كم²)، ويبلغ عدد سكانها 10994 نسمة حسب إحصاء سنة 2006 م، بينما كان يسكنها 10754 نسمة في سنة 2001 م. تحتل هذه المدينة المرتبة رقم 342 بين مدن كندا حسب عدد السكان والمرتبة رقم 49 في المقاطعة. نما عدد السكان في هذه المدينة بنسبة (2.2) بين العامين المذكورين.

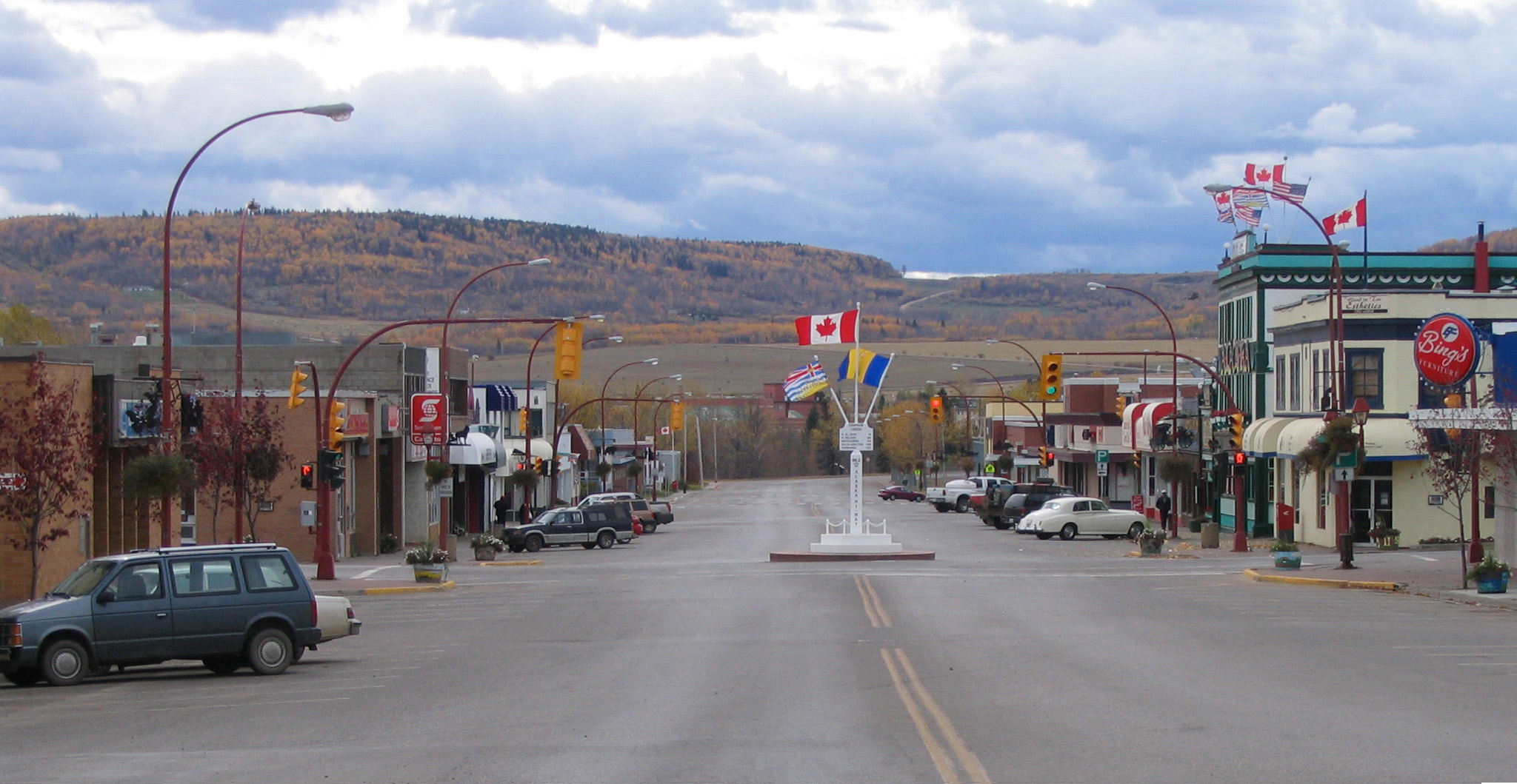
مركز المدينة من ال كم0

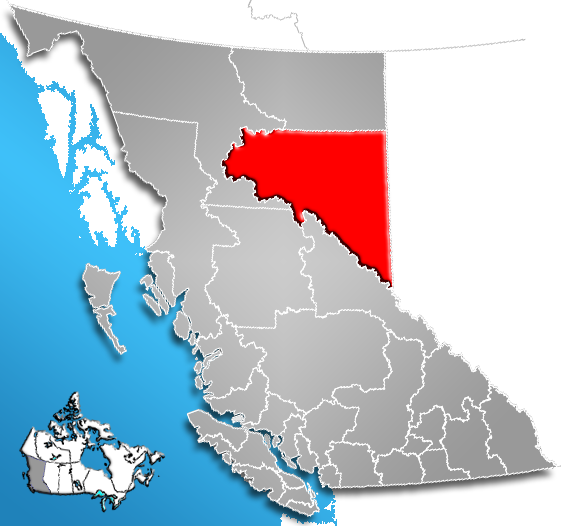
المنطقة الإدارية لمدينة دوسن كريك فيمقاطعة كولومبيا البريطانية غربي كندا

دوسن كريك تقع شمالي شرقي مقاطعة كولومبيا البريطانية "British Columbia" في كندا, تقع على نهر صغير سمي باسم George Mercer Dawson الذي مر بالمنطقة عام 1879م والذي كان ضمن بعثة كندية لمسح الأراضي.
عند تأسيسها كانت عبارة عن تجمع مزارع صغير قبل أن تتحول إلى مركز منطقة حيوي وذلك بعد التوسع الغربي للخطوط الحديدية لشمال ألبرتا عام 1932م. تتطورت المدينة عام 1942 عندما الجيش الأمريكي استخدموا الخطوط الحديدية السابق ذكرها من أجل النقل خاصة في فترة أنشاء أوتوستراد الذي يصل ألاسكا " Alaska Highway" . عام 1950م اقيمت طريق سريع وخط حديدي وصل المدينة بمناطق كولومبيا البريطانية الداخلية عبر جبال الروكي. وفي عام 1960م تناقص معدل تطور المدينة بشكل ملحوظ.

## المناخ
| البيانات المناخية لـ{{{location}}}            | البيانات المناخية لـ{{{location}}} | البيانات المناخية لـ{{{location}}} | البيانات المناخية لـ{{{location}}} | البيانات المناخية لـ{{{location}}} | البيانات المناخية لـ{{{location}}} | البيانات المناخية لـ{{{location}}} | البيانات المناخية لـ{{{location}}} | البيانات المناخية لـ{{{location}}} | البيانات المناخية لـ{{{location}}} | البيانات المناخية لـ{{{location}}} | البيانات المناخية لـ{{{location}}} | البيانات المناخية لـ{{{location}}} | البيانات المناخية لـ{{{location}}} |
| الشهر                                         | يناير                              | فبراير                             | مارس                               | أبريل                              | مايو                               | يونيو                              | يوليو                              | أغسطس                              | سبتمبر                             | أكتوبر                             | نوفمبر                             | ديسمبر                             | المعدل السنوي                      |
| --------------------------------------------- | ---------------------------------- | ---------------------------------- | ---------------------------------- | ---------------------------------- | ---------------------------------- | ---------------------------------- | ---------------------------------- | ---------------------------------- | ---------------------------------- | ---------------------------------- | ---------------------------------- | ---------------------------------- | ---------------------------------- |
| الدرجة القصوى قرينة الرطوبة                   | 16.3                               | 14.7                               | 18.1                               | 28.9                               | 31.6                               | 33.8                               | 39.2                               | 36.3                               | 33.8                               | 27.4                               | 19.7                               | 12.9                               | 39.2                               |
| الدرجة القصوى °م (°ف)                         | 16.6 (61.9)                        | 15.5 (59.9)                        | 18.9 (66.0)                        | 29 (84)                            | 32.2 (90.0)                        | 33.3 (91.9)                        | 35 (95)                            | 34.5 (94.1)                        | 32 (90)                            | 27.5 (81.5)                        | 18.9 (66.0)                        | 13.8 (56.8)                        | 35 (95)                            |
| متوسط درجة الحرارة الكبرى °م (°ف)             | −7.1 (19.2)                        | −3.9 (25.0)                        | 0.9 (33.6)                         | 10 (50)                            | 16.4 (61.5)                        | 20.1 (68.2)                        | 22.2 (72.0)                        | 21.5 (70.7)                        | 16.2 (61.2)                        | 9 (48)                             | −1.5 (29.3)                        | −5.3 (22.5)                        | 8.2 (46.8)                         |
| المتوسط اليومي °م (°ف)                        | −13.2 (8.2)                        | −10.2 (13.6)                       | −5 (23)                            | 3.5 (38.3)                         | 9.3 (48.7)                         | 13.6 (56.5)                        | 15.5 (59.9)                        | 14.4 (57.9)                        | 9.8 (49.6)                         | 3.3 (37.9)                         | −6.8 (19.8)                        | −11.1 (12.0)                       | 1.9 (35.4)                         |
| متوسط درجة الحرارة الصغرى °م (°ف)             | −19 (−2)                           | −16.5 (2.3)                        | −10.9 (12.4)                       | −3.1 (26.4)                        | 2.1 (35.8)                         | 6.9 (44.4)                         | 8.9 (48.0)                         | 7.2 (45.0)                         | 3.3 (37.9)                         | −2.4 (27.7)                        | −12.2 (10.0)                       | −16.8 (1.8)                        | −4.4 (24.1)                        |
| أدنى درجة حرارة °م (°ف)                       | −48.3 (−54.9)                      | −45 (−49)                          | −44.4 (−47.9)                      | −31.4 (−24.5)                      | −13.8 (7.2)                        | −5 (23)                            | −1.7 (28.9)                        | −7.1 (19.2)                        | −16.7 (1.9)                        | −30.9 (−23.6)                      | −39.8 (−39.6)                      | −49.2 (−56.6)                      | −49.2 (−56.6)                      |
| أدنى درجة حرارة تبريد الرياح                  | −57.5                              | −53.2                              | −51.1                              | −33.5                              | −16.6                              | −7.4                               | 0                                  | −5.4                               | −15.3                              | −37.6                              | −55.4                              | −54.5                              | −57.5                              |
| الهطول مم (إنش)                               | 29.1 (1.15)                        | 18.6 (0.73)                        | 22.6 (0.89)                        | 19.8 (0.78)                        | 34.4 (1.35)                        | 67.4 (2.65)                        | 84.9 (3.34)                        | 54.2 (2.13)                        | 41.2 (1.62)                        | 29.9 (1.18)                        | 29 (1.1)                           | 22.2 (0.87)                        | 453.2 (17.84)                      |
| معدل هطول الأمطار مم (إنش)                    | 0.8 (0.03)                         | 0.4 (0.02)                         | 0.6 (0.02)                         | 9.4 (0.37)                         | 29.8 (1.17)                        | 67.4 (2.65)                        | 84.9 (3.34)                        | 54.2 (2.13)                        | 38.8 (1.53)                        | 15.9 (0.63)                        | 4.2 (0.17)                         | 0.8 (0.03)                         | 307.2 (12.09)                      |
| متوسط تساقط الثلوج سم (إنش)                   | 34.2 (13.5)                        | 22.8 (9.0)                         | 26.6 (10.5)                        | 11.2 (4.4)                         | 5.1 (2.0)                          | 0 (0)                              | 0 (0)                              | 0 (0)                              | 2.4 (0.9)                          | 15.2 (6.0)                         | 29.1 (11.5)                        | 26 (10)                            | 172.7 (68.0)                       |
| متوسط أيام هطول الأمطار (≥ 0.2 mm)            | 10.9                               | 9.1                                | 8.9                                | 7.2                                | 10.5                               | 11.8                               | 14.4                               | 12.1                               | 11.2                               | 10.2                               | 11                                 | 9.2                                | 126.4                              |
| متوسط الأيام الممطرة (≥ 0.2 mm)               | 0.8                                | 0.4                                | 0.8                                | 4                                  | 9.7                                | 11.8                               | 14.4                               | 12.1                               | 10.5                               | 6.7                                | 2.3                                | 0.6                                | 73.9                               |
| متوسط الأيام المثلجة (≥ 0.2 cm)               | 10.9                               | 9.2                                | 8.5                                | 4                                  | 1.4                                | 0                                  | 0                                  | 0                                  | 0.9                                | 4.5                                | 9.3                                | 9                                  | 57.8                               |
| متوسط الرطوبة النسبية (%) (at {{{time day}}}) | 65.6                               | 61.3                               | 54.7                               | 42.2                               | 39                                 | 43.5                               | 47.5                               | 47.3                               | 48.6                               | 52.3                               | 66                                 | 67.9                               | 53                                 |
| المصدر:                                       |                                    |                                    |                                    |                                    |                                    |                                    |                                    |                                    |                                    |                                    |                                    |                                    |                                    |

## أعلام
- دان برينان
- رون وايت
- دانيال لانغ
- بوب زيمر
- جبريل بيرغن

## وصلات خارجية
- الأطلس الحكومي لكندا
- إحصاءات كندا مع ساعة تعداد السكان